# Melanoma
Melanoma, também conhecido como melanoma maligno, é um tipo agressivo de câncer de pele que se desenvolve a partir dos melanócitos, que são células produtoras de melanina. Esta neoplasia maligna ocorre geralmente na pele, mas pode manifestar-se mais raramente na boca, intestinos ou olhos. Em mulheres as lesões desenvolvem-se mais frequentemente nas pernas, enquanto que nos homens a área mais atingida é o tronco. As lesões podem evoluir a partir de alterações em nevos melanocíticos, quando sofrem aumento de tamanho e apresentam bordas irregulares, alteração de cor, prurido ou úlceras.
A principal causa de melanoma é a exposição à radiação ultravioleta (UV) em pessoas com baixos níveis de pigmento na pele. Esse tipo de radiação pode vir da luz solar ou de outras fontes, como dispositivos de bronzeamento. Cerca de 25% das lesões evoluem a partir de nevos. Indivíduos com um número elevado de nevos, aqueles com histórico familiar de melanoma, os imunossuprimidos e os portadores de xerodermia pigmentosa (uma rara desordem genética) tem maior risco de desenvolver melanoma. O diagnóstico é confirmado pela biopsia de qualquer lesão de pele suspeita.
A prevenção é feita com a utilização regular de filtro solar e evitando-se a exposição prolongada ao sol. O tratamento consiste na excisão cirúrgica simples ou com ampliação de margens. Nos pacientes com lesões maiores, pode ocorrer comprometimento dos linfonodos adjacentes. Desde que não haja metástases os índices de cura podem ser maiores que 95%. Para os demais casos, o tratamento com imunoterapia, bioquimioterapia, radioterapia ou quimioterapia pode melhorar a sobrevida. Nos Estados Unidos, 98% dos pacientes submetidos a tratamento tiveram sobrevida de cinco anos. Todavia, entre os pacientes com lesões metastáticas, esse índice caiu para 17%. A probabilidade de recidiva dependerá do estadiamento da lesão, da velocidade da divisão celular e da existência de infiltração.

## Tipos
Existem quatro tipos de melanomas:

Estágios do melanoma

- Superficial: representa 70% dos casos de melanoma, é o menos agressivo dos melanomas e está restrito a epiderme. Mais comum em jovens.
- Nodular: representa 15% dos casos, é um nódulo invasivo, agressivo, que pode ter diversas cores e é mais comum em idosos.
- Lentigo maligna: É um carcinoma in situ bem superficial, marrom, formando nódulos elevados em partes muito expostas ao sol. Mais comum em idosos.
- Acral lentiginoso: o menos frequente em brancos e mais comum entre indivíduos em asiáticos e negros, aumenta primeiro superficialmente antes de invadir outros tecidos, é que cresce mais rápido, ou seja, o mais agressivo. Pode estar oculto embaixo da unha ou na sola do pé.

## Sinais e sintomas

Frequência de localização por sexo: pernas (25-56%), cara e pescoço (23-14%), braços (17-17%) ou tronco (5-13%)

Para identificar um melanoma deve-se analisar seu "ABCD":
- Assimetria: lados esquerda/direita e cima/baixo desiguais.
- Bordas: Irregulares que se expandem desigualmente a cada mês.
- Cores: Podem ter mais de uma cor e geralmente são negros ou marrons, mas podem ter partes vermelhas, roxas, rosas ou brancas.
- Diâmetro: Mais de 6mm e crescendo a cada mês.

### Melanomas atípicos
Muitas vezes, os melanomas malignos cutâneos não apresentam estes itens descritos. Além disso, muitas vezes há a concomitância com lesões benignas (alguns especialistas descrevem que melanomas malignos cutâneos podem surgir a partir de lesões benignas preexistentes). Neste caso, ainda mais se a lesão possui grandes dimensões, é possível que na primeira biópsia para o diagnóstico microscópico, tenha sido representada grande parte do espectro benigno da doença. Deve-se dar preferência à biópsia excisional (quando se pretende retirar toda a lesão) para tumores com até 2 cm de extensão na superfície da pele. No entanto, nem sempre isso é possível, ou por vezes a aparência da lesão para o cirurgião ou dermatologista, não é característica e então a representação para o médico patologista (o especialista que avalia a lesão no microscópio óptico) é de apenas parte da lesão. A esse propósito, é interessante notar que a literatura médica descreve um longo histórico de discussões sobre lesões benignas que simulam melanoma maligno, ou o contrário: lesões que pareciam benignas a princípio, e que acabaram por apresentar evolução muito adversa. Para ilustrar essa dificuldade, há uma entidade conhecida como "nevo de Spitz", descrita como  uma proliferação melanocítica benigna. Descrita em 1948, pela primeira vez, por Sophie Spitz como melanoma da infância, observou-se que esse tipo de lesão não tinha a evolução agressiva dos melanomas cutâneos clássicos. Para piorar essa confusão, essa lesão pode se mostrar eventualmente assimétrica e quando finalmente ela é avaliada pelo microscópio óptico, é comum notar alterações celulares nucleares que podem assustar um médico patologista pouco experiente. Levando em conta que os melanomas malignos eram pouco conhecidos, portanto relativamente pouco estudados, é natural pensar que confusões como esta permaneceram por um certo tempo, até que se deixou de chamar melanoma juvenil (ou da infância), nome que indica comportamento maligno e passou-se ao termo "nevo de Spitz", que indica evolução benigna. É ainda curioso notar que em que pese toda evolução nos conceitos sobre melanomas cutâneos, ainda permanecem como importantes elementos para a traçar um prognóstico dos pacientes, os dados descritos por Clark e Breslow (com respectivo colaboradores), desde há pelo menos algumas décadas. No entanto, ainda há controvérsias sobre como esses critérios devem ser utilizados. Levando em conta que o diagnóstico precoce e a pronta retirada das lesões suspeitas é o principal meio de se evitar a progressão desta doença, é crucial entender que nem sempre o diagnóstico delas é algo livre de dificuldades, pelo contrário: isso significa que ainda teremos muitos estudos populacionais ou do mecanismo como as células tumorais progridem, para que possamos melhorar ainda mais a abordagem das pessoas afetadas por esta enfermidade.

## Epidemiologia

É mais comum entre pessoas de pele clara que vivem nos tropicais como Austrália e Nova Zelândia.

A estimativa brasileira do INCA é de 6 mil novos casos por ano, com proporção similar entre homens e mulheres. Isso equivale a cerca de 3,3 casos a cada 100.000 de habitantes ou 0,00003% por ano. A mortalidade é de cerca de 25%, sendo maior em homens. Os melanomas representam apenas 4 a 5% dos casos dos 140 mil casos anuais de câncer de pele. Cânceres de pele são 25% dos cânceres no Brasil. São mais comuns após os 40 anos, em áreas da pele expostas ao sol, em pessoas que se bronzeiam sem filtro solar ou com predisposição genética (histórico familiar).
Em Portugal surgem, anualmente, cerca de 700 novos casos de melanoma maligno, o que equivale a 7 casos por ano a cada 100.000 habitantes. O dobro da incidência no Brasil.